# نیکولا شارونووا
نیکولا شارونووا (چکی: Nikola Šarounová؛ زادهٔ ۲۲ نوامبر ۱۹۹۴) تیرانداز زن اهل جمهوری چک است.